# 猪血

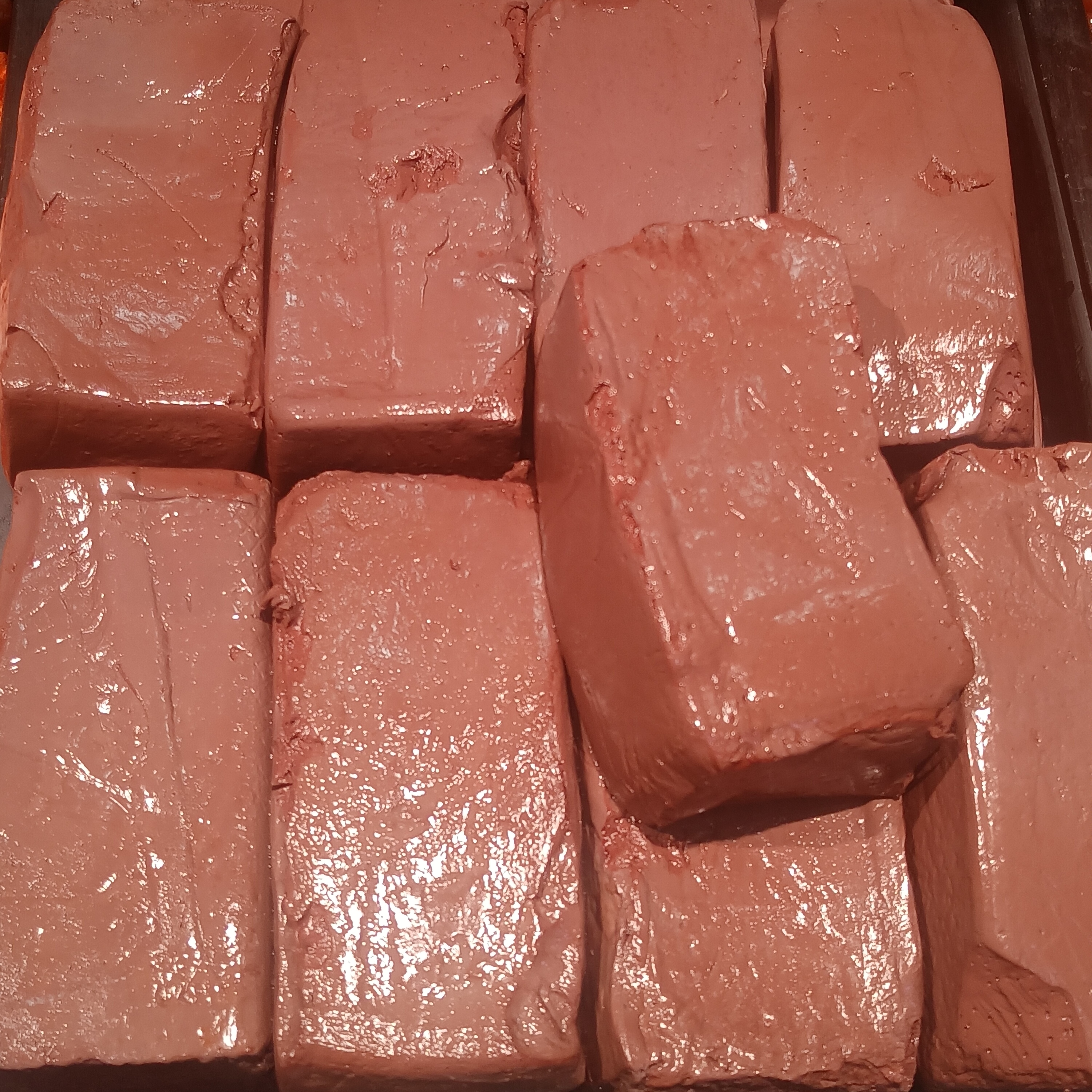
市售猪血砖

猪血是指猪的血液，是殺豬取得的產品之一。世界各地的人类饮食文化中都有食用猪血的例子。
在中华文化地区，猪血被做成米血糕、猪红、血豆腐等食物；满族，藏族，蒙古族人民有食用血肠的习惯。在欧洲和美国，也有人用猪血制作各式各样的血肠。捷克和斯洛伐克的傳統豬肉料理多羅千卡（Tlačenka）和波蘭的傳統豬肉料理薩爾載松的一些變種中也會加入豬血。
除了用作食物外，豬血和糯米一樣，也用作早期建築的材料，在石灰漿加入豬血、桐油等防腐、加固材料，用以填充、封闭建筑表面，保护木质建材不受腐蚀，是客家等汉族民系常用的傳統建築技術。北京故宫较后期木基层表面包裹的地仗就吸取当时民间做法，采用了猪血灰，香港的發達堂也采用了类似方法建造。

## 辨別
由於市場每天現宰的豬隻有限，取得的豬血量並無法有效滿足供應市場，便有商人利用色素、甲醛、工業粗鹽與少量豬血混合做成人工豬血。
真的豬血易碎，有淡淡腥味，呈現淡紅色。